# Didier Costes
Pour les articles homonymes, voir Costes.
Ne doit pas être confondu avec Didier Coste.
Didier Costes, né le 1er janvier 1926 à Paris 16e et mort le 21 janvier 2020 à Albi, est polytechnicien, ingénieur général des ponts et chaussées, concepteur de voiliers de vitesse et de dirigeables. Il invente notamment la dérive flottante surnommée « Chien-de-mer » et le concept de « ballon-voile », dirigeable naviguant avec cette invention. Il travailla au Commissariat à l'énergie atomique (CEA) puis à l'Institut de protection et de sûreté nucléaire (IPSN) de 1959 à 1990.

## Biographie
Didier Costes naît à Paris 16e le 1er janvier 1926. Il est le fils de Pierre Costes, ingénieur polytechnicien et chevalier de la Légion d'honneur, et de Christine Thomas. Il intègre lui-même l'École polytechnique, en 1947 et, à sa sortie, continue ses études supérieures à l'École nationale des ponts et chaussées, dont il sort dans la promotion 1952,. Il devient ingénieur en chef puis ingénieur général des ponts et chaussées,. Ses travaux concernent notamment la sûreté nucléaire, il émet des recommandations dans ce sens. Il s'occupe aussi de génie parasismique et, de 1984 à 1988, il est le président du comité scientifique de l'AFPS (Association française du génie parasismique).

### Ingénieur CEA et génie parasismique
Didier Costes entre au CEA en 1959 au Service d’études mécanique et thermique, mais est tout de suite détaché pendant quatre années à EDF pour la réalisation de la centrale nucléaire de Brennilis aux Monts d’Arée. Il participe alors à la réalisation de l’enceinte de confinement en béton précontraint, pour laquelle il a la charge de conduire les études de tenue mécanique notamment face à la menace sismique.
Il est rappelé au CEA en 1963 pour intégrer le Groupe de travail de sûreté des piles afin de traiter exclusivement des questions sismiques. Il devient directeur général adjoint du Département de sûreté nucléaire du CEA à sa création en 1971. Il conserve son poste d’adjoint de la direction lors de la création de l’Institut de protection et de sûreté nucléaire en 1976 qu’il quittera en 1990. C’est un personnage central du génie parasismique dans le nucléaire et au-delà. Il contribue personnellement, avec Jean Despeyroux et Victor Davidovici à la création de l’Association française de génie parasismique (AFPS) en 1979, dont il est resté membre du comité scientifique jusqu'à sa mort. Il contribua à la construction des règles parasismiques PS 92 et présida le groupe de travail européen « Eurocode 8 : Calcul des structures pour leur résistance aux séismes » dans le cadre de la rédaction des normes européennes de dimensionnement et de justification des structures de bâtiment et de génie civil.

### Voiliers de vitesse
Étudiant les voiliers de vitesse, Didier Costes conçoit l'idée d'une dérive flottante, distante du voilier et permettant d'augmenter la voilure. Il l'appelle « Chien-de-mer » et en dépose le brevet en 1966.
En 1980 et 1981, il participe à la « semaine de vitesse » à Brest. Il présente son Exoplane, voilier de type prao muni de plusieurs inventions originales destinées notamment à compenser l'effet de gîte, et avec une curieuse voile en forme de parapluie. Ces innovations rendent le voilier très rapide mais difficile à manier et à diriger dans la bonne direction, et la vitesse maximale observée n'est pas homologuée,. Il continue à construire des voiliers expérimentaux jusqu'à l'Exoplane 5 en 1996.

### Dirigeables
Le CEA charge en 1972 Didier Costes d'étudier la faisabilité d'un dirigeable lourd qui pourrait transporter des charges industrielles et contribuer à la construction de centrales nucléaires,. Il publie en 1973 une étude sur le sujet.

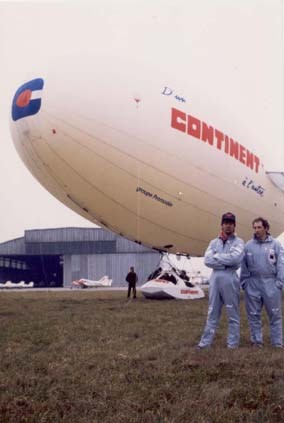
Zeppy 2 de Didier Costes avec Nicolas Hulot et Gérard Feldzer.

Contacté par l'architecte Jean Marc Geiser, il participe à la conception et assure les calculs du projet de dirigeable Zeppy 2. Il y adapte sa dérive flottante Chien-de-mer, reliée par un câble à la structure du dirigeable. Des premiers essais ont lieu en février et avril 1992, avec Nicolas Hulot et Gérard Feldzer comme pilotes,. Ceux-ci sont satisfaits de l'appareil, et le Chien-de-mer donne satisfaction ; la traversée de l'Atlantique est projetée mais n'est pas tentée, faute de bateau suiveur. La tentative a lieu l'année suivante, en 1993, mais échoue. Costes conçoit alors le Zeppy 3 de taille plus réduite, et avec une meilleure utilisation du Chien-de-mer. Ce nouveau concept de dirigeable, naviguant avec le Chien-de-mer, est parfois appelé « ballon-voile ».
Costes conçoit par ailleurs le dirigeable Lithium-1000, avec une enveloppe souple et un empennage à ailes en delta, pour des missions d'observation et de sécurité. Il fonde et dirige la société Liftium, et construit le Liftium 1, dirigeable de 250 mètres-cubes,. Il règle le placement face au vent par pilotage automatique. Il conçoit une enveloppe de dirigeable en forme delta trilobée, se rapprochant de la structure d'une voile et optimisant l'utilisation du Chien-de-mer.
De 2003 à 2007, Stéphane Rousson travaille avec Didier Costes pour mettre au point son voilier des airs l'Aerosail, qui utilise la force du vent pour se propulser, et la technologie du Chien-de-mer pour la navigation,.
Didier Costes meurt à Albi dans le Tarn le 21 janvier 2020.

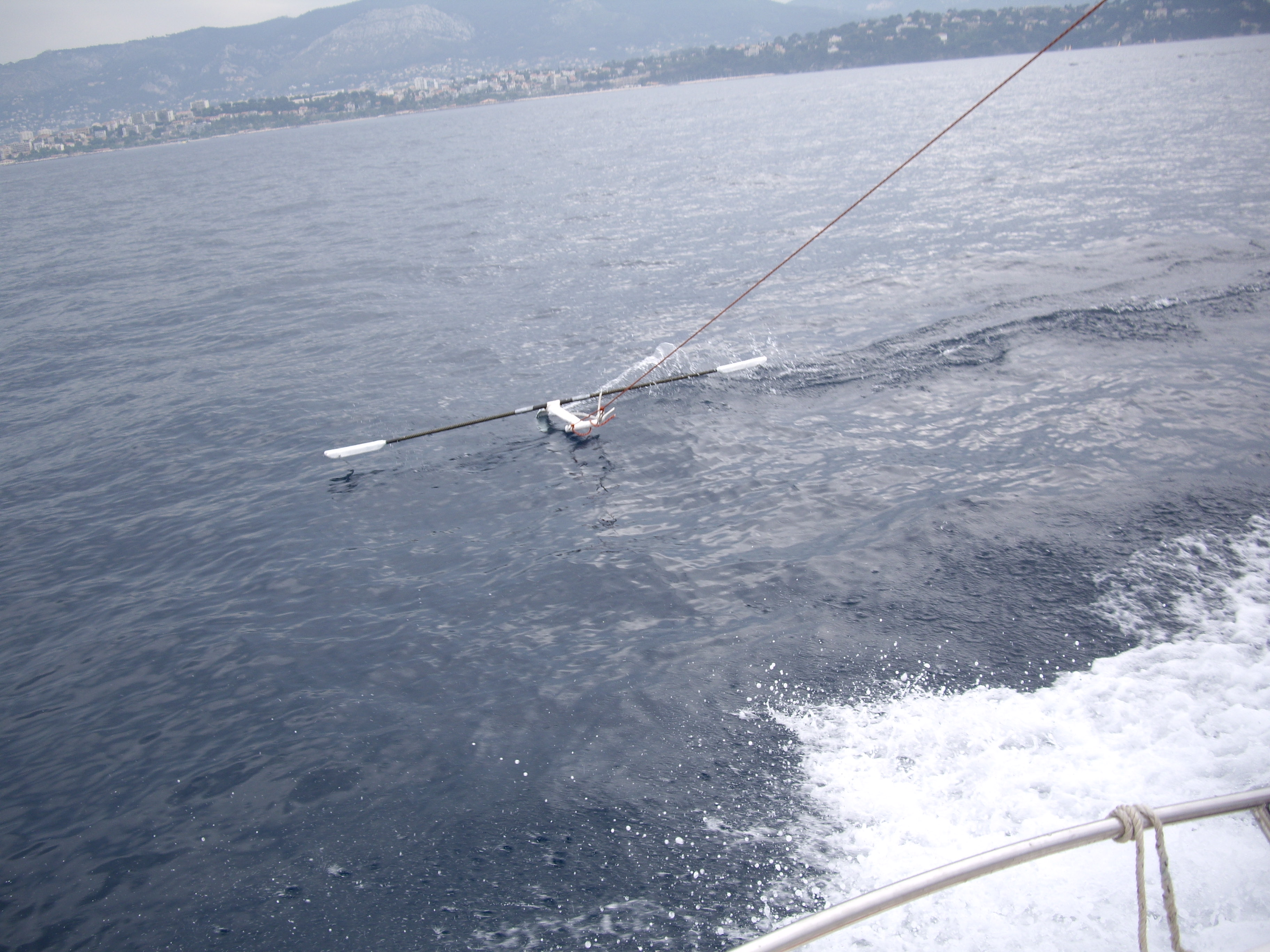
Chien-de-mer de Didier Costes.
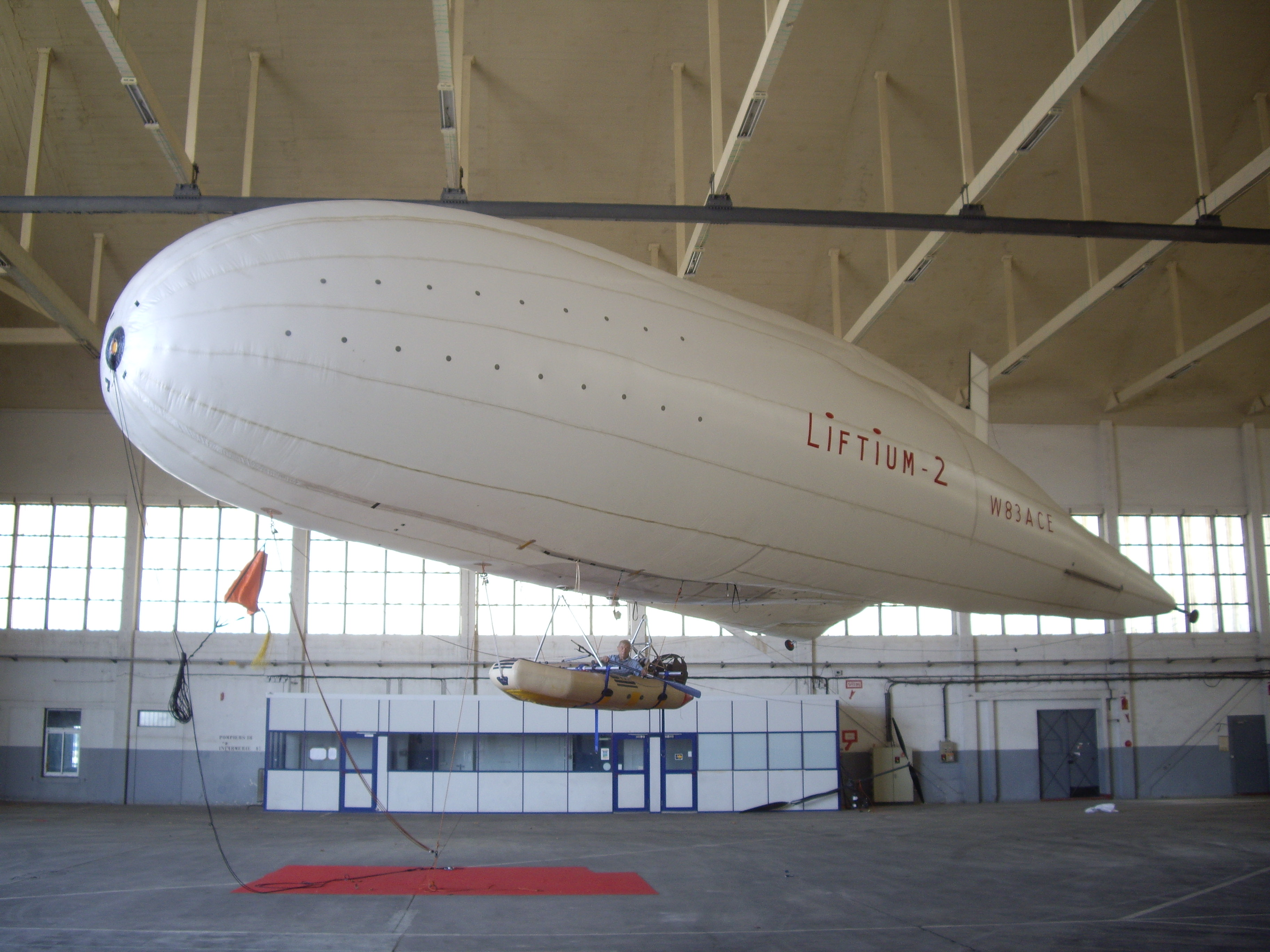
Liftium 2 avec à son bord Didier Costes.
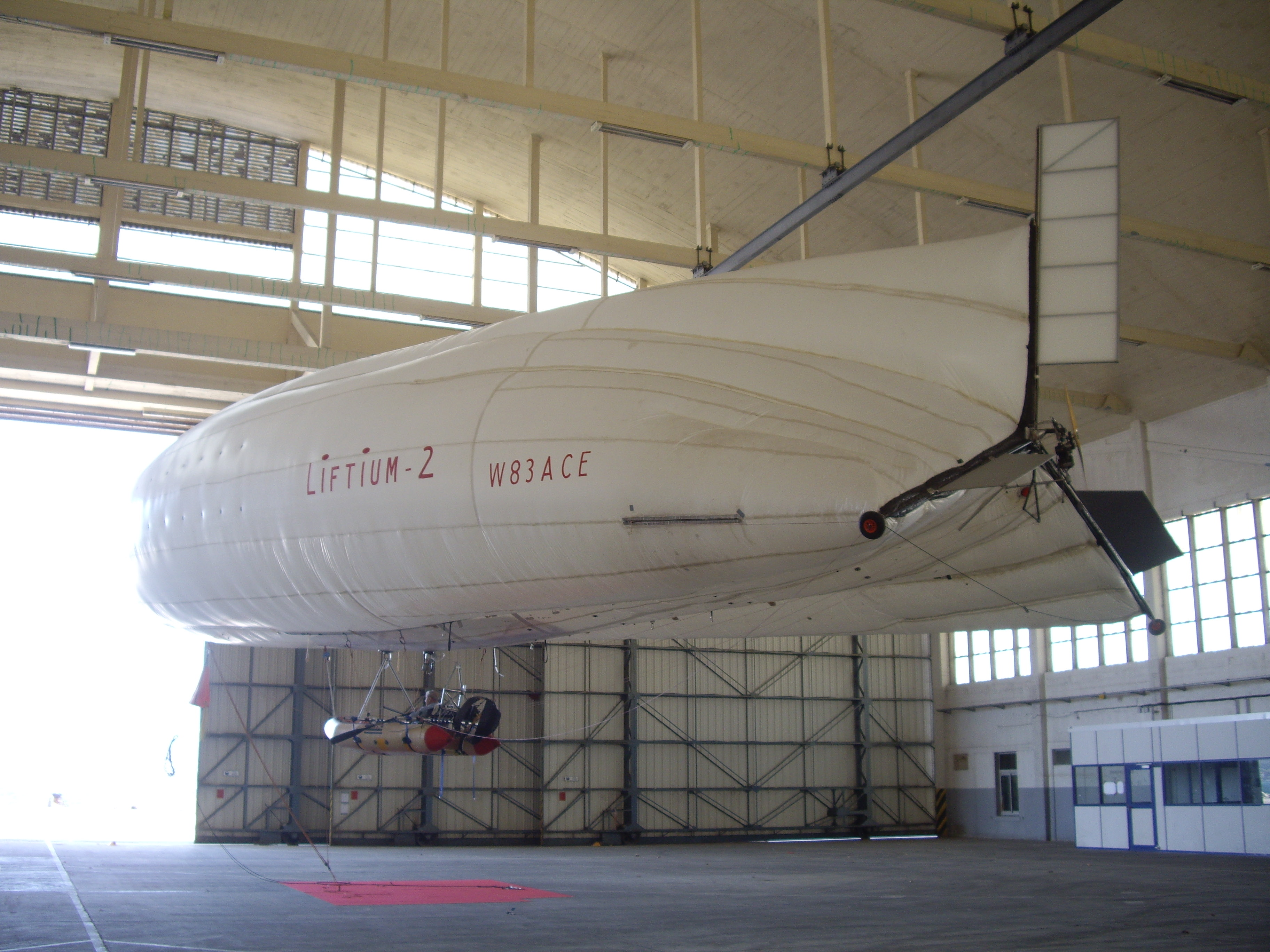
Liftium 2 avec à son bord Didier Costes, vue sur l'empennage.

## Ouvrages
- Problèmes techniques rencontrés dans l'étude d'un dirigeable transporteur de frêt, Commissariat à l'énergie atomique, 1973.
- (en) Proceedings of the third International Seminar on the Reliability of Nuclear Power Plants (avec Gerhart I. Schuëller, Jack R. Benjamin, J. F. Witt), North-Holland, 1982.
- (en) Ultimate Sailing III, Kite sailing (avec B. et C. Roeseler, C.P. Burgess et T. Schmidt), Tony Kitson, 1995
- (en) Ultimate Sailing IV, progress with Kite and Hapa (avec T. Schmidt, R. Glenross, D. et B. Legaignoux, Peter Lynn), Tony Kitson, 1995.
- (en) « Starting Fast Reactors Again », dans Valentin Uchanin (dir.) et al., Steam Generator Systems: Operational Reliability and Efficiency, InTech, 2011 (ISBN 9533073039 et 978-953-307-303-3, lire en ligne), p. 413-424.

## Brevets en son nom
- « Planeur aquatique adaptable à un bateau à voile », brevet INPI 1 494 784, 1966.
- « Aile d’eau à plongeant perceur régulé par le poids », brevet INPI 1594395, 1968.
- « Planeur aquatique », brevet fr. 7835008 ou 2443378, 1978.
- « Planeur aquatique pour la navigation au vent » dit « Chien-de-mer », brevet INPI 2728533, 1996.
- « Réacteur nucléaire refroidi par un métal liquide et comprenant une cuve posée à fond froid », fr. 80/27759, 1980.
- « Système de manutention pour réacteur refroidi au sodium », fr. 10/03351, 2010.
- « Sommier étendu pour réacteur refroidi par métal liquide », fr. 10/03352, 2010.
- « Collecteur torique pour réacteur à neutrons rapides », fr. 10/04519, 2010.

Didier Costes a déposé environ quatre-vingts autres brevets, surtout dans le domaine du nucléaire,.